# Gottlob Engelhard von Nathusius

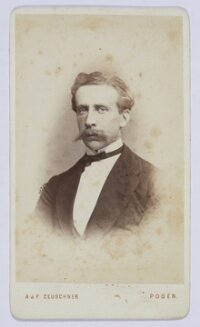
Gottlob Engelhard von Nathusius im Jahr 1871 (Foto im Stadtarchiv Nürnberg)

Gottlob Engelhard von Nathusius (* 7. Mai 1838 in Hundisburg; †  28. April 1899 in Weimar) war ein preußischer Landrat in der Provinz Posen, Polizeidirektor der Stadt Posen und Polizeipräsident.

## Leben

### Herkunft
Er war der älteste Sohn des Tierzüchters Hermann von Nathusius und seiner Frau Luise, geb. Bartels und hatte noch vier Geschwister, darunter den späteren Dillenburger Landstallmeister Hans von Nathusius und den Erben des Hundisburger Besitzes, Joachim von Nathusius (1848–1915). Nathusius wuchs auf dem väterlichen Gutsbetrieb Schloss Hundisburg auf.

### Familie
Am 26. April 1871 heiratete er in Bialokosch, Kreis Birnbaum, Anna, geb. Freiin von und zu Massenbach (1850–1937), eine Tochter des dortigen Rittergutsbesitzers Georg Freiherr von und zu Massenbach und der Sophie, geb. von Gemmingen-Steinegg. Das Paar hatte fünf Kinder, die teilweise früh starben. Die Tochter und spätere Künstlerin Gisela Luise Elisabeth von Nathusius (* 13. Februar 1872 in Orlowo) heiratete am 18. Juli 1906 in Weimar den verwitweten preußischen Oberstleutnant Ernst Wilhelm Ludwig von Sommerfeld (1847–1922), einen Sohn des preußischen Generalleutnant's Wilhelm von Sommerfeld (1801–1871) und Cousin des Generalmajors Ernst von Sommerfeld; sie starb am 5. September 1934 in Weimar.

### Werdegang

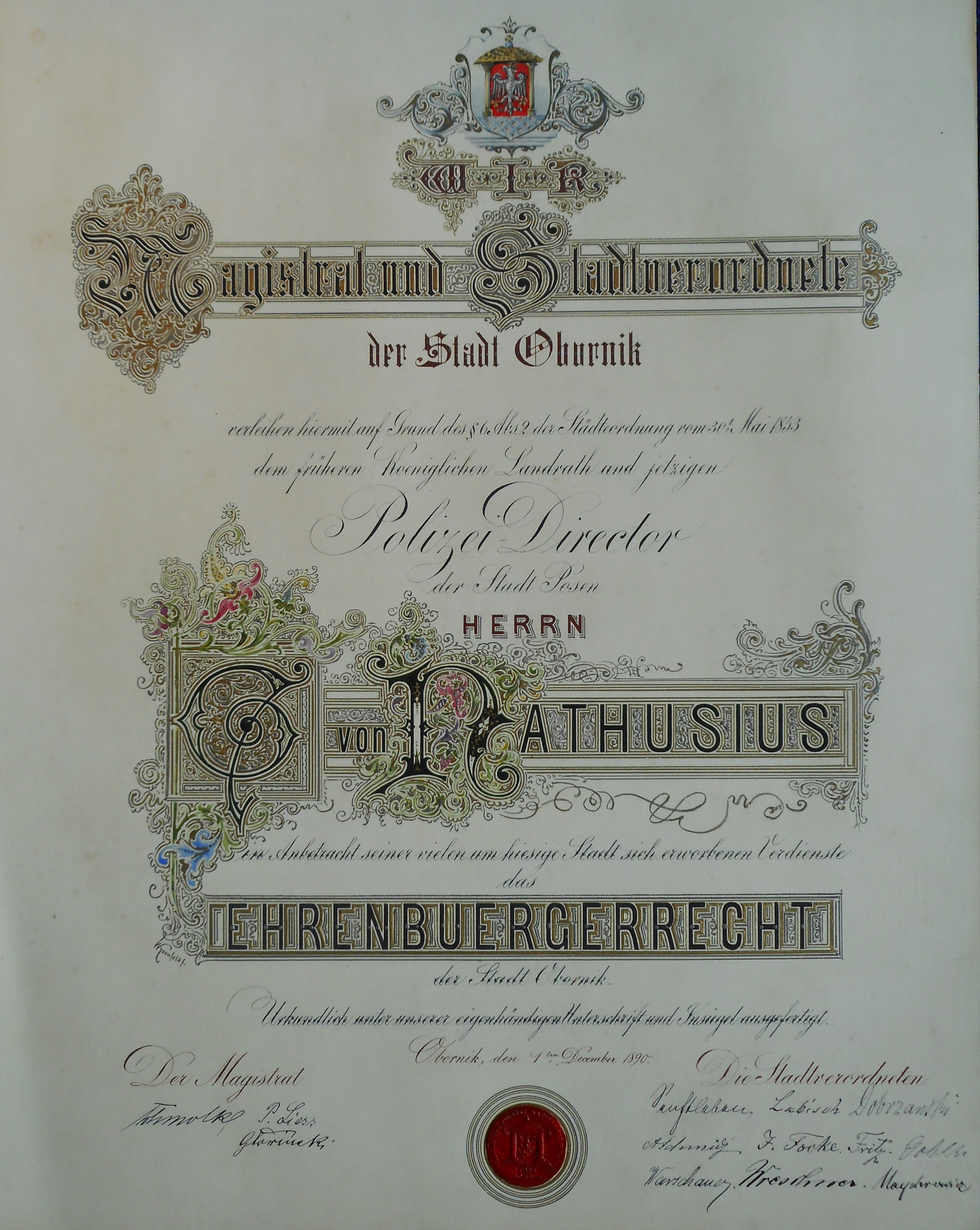
Urkunde der Stadt Obornik zum Ehrenbürgerrecht aus dem Jahr 1890

Nathusius besuchte das Evangelisch Stiftische Gymnasium Gütersloh, wo er 1858 auch die Reifeprüfung ablegte. Nach einer juristischen Ausbildung verließ er im Mai 1862 den Referendarsdienst. Er wurde Landwirt und kaufte in der damaligen Provinz Posen (heute in der Woiwodschaft Kujawien-Pommern gelegen) das Gut Orlowo (heute Orłowo) im Kreis Obornik (heute Gemeinde Inowrocław). Er baute dort ein Gutshaus. Am 1. Dezember 1890 wurde ihm vom Magistrat und den Stadtverordneten der Stadt Obornik in Anbetracht der um die Stadt erworbenen Verdienste das Ehrenbürgerrecht verliehen.
Nach Verkauf seines Gutes an Bruno Gottschling wurde Nathusius 1880 als Nachfolger des späteren Oberpräsidenten Heinrich Konrad Studt zum Landrat im Kreis Obornik ernannt, nachdem er das Amt bereits vorher als Verweser ausgeübt hatte. In dieser Funktion war er 10 Jahre tätig. Es folgte eine Tätigkeit als Polizeidirektor von Posen, die er 1897 aufgrund einer schweren Erkrankung aufgeben musste. Mit dem Ausscheiden aus dem aktiven Dienst wurde ihm der Titel eines Polizeipräsidenten zugesprochen. Nach seiner Verabschiedung in Posen siedelte Nathusius mit seiner Frau nach Weimar über, wo er 1899 verstarb.